# Danh sách thành viên của Skid Row

## Danh sách thành viên
| (1986)      | - Matt Fallon - hát chính - Dave Sabo - guitar - Steve Brotherton - guitar - Rachel Bolan - bass                               |
| (1986)      | - Matt Fallon - hát chính - Dave Sabo - guitar - Kurtis Jackson - guitar - Rachel Bolan - bass                                 |
| (1986-1987) | - Matt Fallon - hát chính - Dave Sabo - guitar - Rachel Bolan - bass                                                           |
| (1987)      | - Matt Fallon - hát chính - Dave Sabo - guitar - Scotti Hill - guitar - Rachel Bolan - bass - Rob Affuso - trống               |
| (1987-1996) | - Sebastian Bach - hát chính - Dave Sabo - guitar - Scotti Hill - guitar - Rachel Bolan - bass - Rob Affuso - trống            |
| (1997)      | - Dave Sabo - guitar - Scotti Hill - guitar - Rachel Bolan - bass - Rob Affuso - trống                                         |
| (1997-1998) | - Shawn McCabe (Shawn Mars) - hát chính - Dave Sabo - guitar - Scotti Hill - guitar - Rachel Bolan - bass - Rob Affuso - trống |
| (1998-1999) | (Skid Row tạm ngưng hoạt động)                                                                                                 |
| (1999)      | - Johnny Solinger - hát chính - Dave Sabo - guitar - Scotti Hill - guitar - Rachel Bolan - bass - Charlie Mills - trống        |
| (1999-2002) | - Johnny Solinger - hát chính - Dave Sabo - guitar - Scotti Hill - guitar - Rachel Bolan - bass - Phil Varone - trống          |
| (2002)      | - Johnny Solinger - hát chính - Dave Sabo - guitar - Scotti Hill - guitar - Rachel Bolan - bass - Rob Affuso - trống           |
| (2002-2004) | - Johnny Solinger - hát chính - Dave Sabo - guitar - Scotti Hill - guitar - Rachel Bolan - bass - Phil Varone - trống          |
| (2004)      | - Johnny Solinger - hát chính - Dave Sabo - guitar - Scotti Hill - guitar - Rachel Bolan - bass - Tim DiDuro - trống           |
| (2004)      | - Johnny Solinger - hát chính - Dave Sabo - guitar - Scotti Hill - guitar - Rachel Bolan - bass - Phil Varone - trống          |
| (2004-2005) | - Johnny Solinger - hát chính - Dave Sabo - guitar - Scotti Hill - guitar - Rachel Bolan - bass - Dave Gara - trống            |
| (2005)      | - Johnny Solinger - hát chính - Keri Kelli - guitar - Scotti Hill - guitar - Rachel Bolan - bass - Dave Gara - trống           |
| (2005-nay)  | - Johnny Solinger - hát chính - Dave Sabo - guitar - Scotti Hill - guitar - Rachel Bolan - bass - Dave Gara - trống            |